# Список кавалеров ордена «За заслуги перед Отечеством» за 2006 год

## Кавалеры ордена I степени
1. 21 января 2006 года, № 34 — Моисеев, Игорь Александрович — художественный руководитель федерального государственного учреждения культуры «Государственный академический ансамбль народного танца под руководством Игоря Моисеева», город Москва[1]
2. 7 июля 2006 года, № 682 — Осипов, Юрий Сергеевич — президент Российской академии наук[2]
3. 21 сентября 2006 года, № 1024 — Лужков, Юрий Михайлович — мэр Москвы[3]
4. 4 октября 2006 года, № 1058 — Гинзбург, Виталий Лазаревич — академик, советник Российской академии наук[4]

## Кавалеры ордена II степени
1. 4 января 2006 года, № 11 — Церетели, Зураб Константинович — президент Российской академии художеств, город Москва
2. 4 февраля 2006 года, № 71 — Месяц, Геннадий Андреевич — академик Российской академии наук, вице-президент Российской академии наук, город Москва
3. 20 февраля 2006 года, № 145 — Неумывакин, Александр Яковлевич — президент Общероссийской общественной организации инвалидов «Всероссийское общество слепых», город Москва
4. 7 марта 2006 года, № 182 — Байбаков, Николай Константинович — главный научный сотрудник Института проблем нефти и газа Российской академии наук, город Москва
5. 27 марта 2006 года, № 265 — Аврорин, Евгений Николаевич — академик Российской академии наук, научный руководитель федерального государственного унитарного предприятия «Российский федеральный ядерный центр — Всероссийский научно-исследовательский институт технической физики имени академика Е. И. Забабахина», Челябинская область
6. 18 апреля 2006 года, № 397 — Вольский, Аркадий Иванович — почетный президент Российского союза промышленников и предпринимателей (работодателей), город Москва
7. 28 мая 2006 года, № 512 — Богданов, Владимир Леонидович — генеральный директор открытого акционерного общества «Сургутнефтегаз», Ханты-Мансийский автономный округ — Югра
8. 29 мая 2006 года, № 514 — Хуциев, Марлен Мартынович — кинорежиссер, город Москва
9. 31 мая 2006 года, № 550 — Першилин, Константин Георгиевич — директор федерального государственного унитарного предприятия «Учебно-опытное хозяйство «Тулинское» Новосибирского государственного аграрного университета
10. 17 июня 2006 года, № 615 — Вербицкая, Людмила Алексеевна — ректор федерального государственного образовательного учреждения высшего профессионального образования «Санкт-Петербургский государственный университет»
11. 11 сентября 2006 года, № 990 — Акопян, Иосиф Григорьевич — генеральный директор, генеральный конструктор открытого акционерного общества «Московский научно-исследовательский институт «Агат», Московская область
12. 11 сентября 2006 года, № 991 — Шейндлин, Александр Ефимович — почетный директор государственного учреждения «Объединенный институт высоких температур» Российской академии наук, город Москва
13. 28 сентября 2006 года, № 1052 — Лепешинская, Ольга Васильевна — председатель президиума правления автономной некоммерческой организации «Центральный Дом работников искусств», город Москва
14. 25 октября 2006 года, № 1189 — Вишневская, Галина Павловна — художественный руководитель государственного учреждения культуры города Москвы «Центр оперного пения под руководством Галины Вишневской»
15. 26 октября 2006 года, № 1195 — Гапонов-Грехов, Андрей Викторович — академик Российской академии наук, советник Института прикладной физики Российской академии наук, Нижегородская область
16. 30 октября 2006 года, № 1199 — Кожин, Владимир Игоревич — управляющий делами Президента Российской Федерации
17. 13 ноября 2006 года, № 1277 — Дударова, Вероника Борисовна — художественный руководитель федерального государственного учреждения культуры «Симфонический оркестр России», город Москва
18. 20 ноября 2006 года, № 1297 — митрополит Смоленский и Калининградский Кирилл (Гундяев Владимир Михайлович) — постоянный член Священного синода Русской православной церкви, председатель Отдела внешних церковных связей Московского патриархата
19. 9 декабря 2006 года, № 1380 — Горин, Василий Яковлевич — председатель ордена Трудового Красного Знамени колхоза имени Фрунзе Белгородской области

## Кавалеры ордена III степени
1. 1 января 2006 года, № 1 — Евдокимов, Юрий Алексеевич — губернатор Мурманской области
2. 30 января 2006 года, № 50 — Полежаев, Леонид Константинович — губернатор Омской области
3. 7 февраля 2006 года, № 82 — Фельцман, Оскар Борисович — композитор, город Москва
4. 7 февраля 2006 года, № 83 — Журавлёв, Юрий Иванович — академик Российской академии наук, заместитель директора Вычислительного центра имени А. А. Дородницына Российской академии наук, город Москва
5. 20 февраля 2006 года, № 144 — Жидков, Олег Михайлович — заместитель полномочного представителя Президента Российской Федерации в Южном федеральном округе
6. 30 марта 2006 года, № 287 — Кваша, Игорь Владимирович — артист государственного учреждения культуры города Москвы "Московский театр «Современник»
7. 17 апреля 2006 года, № 392 — Ургант, Нина Николаевна — артистка федерального государственного учреждения культуры «Российский государственный академический театр драмы имени А. С. Пушкина (Александринский)», город Санкт-Петербург
8. 20 апреля 2006 года, № 382 — Ковалёв, Николай Дмитриевич — председатель Комитета Государственной думы по делам ветеранов
9. 20 апреля 2006 года, № 410 — Бакулов, Игорь Алексеевич — главный научный сотрудник государственного научного учреждения «Всероссийский научно-исследовательский институт ветеринарной вирусологии и микробиологии» Российской академии сельскохозяйственных наук, Владимирская область
10. 30 апреля 2006 года, № 440 — Ющук, Николай Дмитриевич — ректор государственного образовательного учреждения высшего профессионального образования «Московский государственный медико-стоматологический университет»
11. 2 мая 2006 года, № 454 — Миронов, Сергей Павлович — заместитель управляющего делами Президента Российской Федерации — начальник Главного медицинского управления Управления делами Президента Российской Федерации, директор федерального государственного учреждения «Центральный научно-исследовательский институт травматологии и ортопедии имени Н. Н. Приорова», город Москва
12. 9 мая 2006 года, № 464 — Зубков, Виктор Алексеевич — руководитель Федеральной службы по финансовому мониторингу
13. 17 мая 2006 года, № 491 — Глинский, Марк Львович — первый заместитель генерального директора федерального государственного унитарного геологического предприятия по проведению специальных гидрогеологических и инженерно-геологических работ «Гидроспецгеология», город Москва
14. 29 мая 2006 года, № 546 — Коротков, Николай Васильевич — генеральный директор закрытого акционерного общества «Хохломская роспись», Нижегородская область
15. 4 июня 2006 года, № 558 — Григоров, Сергей Иванович — директор Федеральной службы по техническому и экспортному контролю
16. 12 июня 2006 года, № 609 — Васин, Владимир Алексеевич — первый вице-президент Олимпийского комитета России
17. 12 июня 2006 года, № 613 — Зотов, Владимир Борисович — префект Юго-Восточного административного округа города Москвы
18. 20 июля 2006 года, № 724 — Коротеев, Анатолий Сазонович — директор федерального государственного унитарного предприятия «Исследовательский центр имени М. В. Келдыша», город Москва
19. 3 августа 2006 года, № 835 — Дмитриева, Татьяна Борисовна — директор федерального государственного учреждения «Государственный научный центр социальной и судебной психиатрии имени В. П. Сербского», город Москва
20. 9 августа 2006 года, № 878 — Юшкин, Николай Павлович — директор Института геологии Коми научного центра Уральского отделения Российской академии наук
21. 20 сентября 2006 года, № 997 — Грязнова, Алла Георгиевна — ректор государственного образовательного учреждения высшего профессионального образования «Финансовая академия при Правительстве Российской Федерации», город Москва
22. 3 октября 2006 года, № 1066 — Балыхин, Григорий Артёмович — руководитель Федерального агентства по образованию
23. 3 октября 2006 года, № 1069 — Третьяков, Виктор Викторович — солист федерального государственного учреждения культуры «Московская государственная академическая филармония»
24. 3 октября 2006 года, № 1073 — Кашпур, Владимир Терентьевич — артист федерального государственного учреждения «Московский Художественный академический театр имени А. П. Чехова»
25. 3 октября 2006 года, № 1081 — Иванов, Михаил Владимирович — академик Российской академии наук, советник Института микробиологии имени С. Н. Виноградского, город Москва
26. 23 октября 2006 года, № 1187 — Халеева, Ирина Ивановна — ректор государственного образовательного учреждения высшего профессионального образования «Московский государственный лингвистический университет»
27. 26 октября 2006 года, № 1194 — Сакович, Геннадий Викторович — академик Российской академии наук, директор-организатор Института проблем химико-энергетических технологий Сибирского отделения Российской академии наук, Алтайский край
28. 4 ноября 2006 года, № 1234 — Кутузов, Николай Васильевич — художественный руководитель — главный дирижёр Академического хора русской песни федерального государственного учреждения «Российский государственный музыкальный телерадиоцентр», город Москва
29. 13 ноября 2006 года, № 1268 — Бутковский, Вячеслав Аронович — ректор негосударственного образовательного учреждения «Международная промышленная академия», город Москва
30. 13 ноября 2006 года, № 1275 — Волосевич, Еликанида Егоровна — главный врач муниципального учреждения здравоохранения «Первая городская клиническая больница», город Архангельск
31. 4 декабря 2006 года, № 1345 — Голованов, Лев Викторович — репетитор по балету федерального государственного учреждения культуры «Государственный академический ансамбль народного танца под руководством Игоря Моисеева», город Москва
32. 8 декабря 2006 года, № 1378 — Гоев, Александр Иванович — член Военно-промышленной комиссии при Правительстве Российской Федерации
33. 8 декабря 2006 года, № 1379 — Жуков, Василий Иванович — академик Российской академии наук, ректор государственного образовательного учреждения высшего профессионального образования «Российский государственный социальный университет», город Москва
34. 15 декабря 2006 года, № 1406 — Знаменов, Вадим Валентинович — генеральный директор федерального государственного учреждения культуры "Государственный музей-заповедник «Петергоф», город Санкт-Петербург
35. 15 декабря 2006 года, № 1407 — Комиссаров, Сергей Васильевич — заместитель начальника Государственно-правового управления Президента Российской Федерации
36. 30 декабря 2006 года, № 1493 — генерал армии Балуевский, Юрий Николаевич — начальник Генерального штаба Вооруженных Сил Российской Федерации, первый заместитель министра обороны Российской Федерации

## Кавалеры ордена IV степени
1. 14 января 2006 года, № 26 — Гершкович, Борис Яковлевич — заведующий кафедрой государственного образовательного учреждения высшего профессионального образования «Пятигорский государственный лингвистический университет», Ставропольский край
2. 20 января 2006 года, № 33 — Буравченко, Валерий Павлович — заместитель начальника Управления Президента Российской Федерации по кадровым вопросам и государственным наградам
3. 24 января 2006 года, № 43 — Григорян, Гурген Григорьевич — генеральный директор государственного учреждения культуры «Политехнический музей», город Москва
4. 30 января 2006 года, № 52 — Вяткин, Фёдор Михайлович — председатель Челябинского областного суда
5. 30 января 2006 года, № 54 — Добрынин, Вячеслав Григорьевич — композитор, артист-вокалист, член творческого союза «Международный союз деятелей эстрадного искусства», город Москва
6. 4 февраля 2006 года, № 72 — Марчевский, Анатолий Павлович — директор, художественный руководитель государственного учреждения культуры «Екатеринбургский государственный цирк», Свердловская область
7. 4 февраля 2006 года, № 73 — Новоселицкий, Владимир Маркович — заведующий геолого-геофизическим отделением, главный научный сотрудник Горного института Уральского отделения Российской академии наук, Пермский край
8. 7 февраля 2006 года, № 81 — Сойфер, Виктор Александрович — ректор государственного образовательного учреждения высшего профессионального образования «Самарский государственный аэрокосмический университет имени академика С. П. Королёва»
9. 13 февраля 2006 года, № 104 — Серов, Эдуард Афанасьевич — художественный руководитель и главный дирижёр Волгоградского академического симфонического оркестра государственного учреждения культуры «Волгоградский Центральный концертный зал»
10. 13 февраля 2006 года, № 104 — Шиловский, Всеволод Николаевич — кинорежиссёр-постановщик, город Москва
11. 15 февраля 2006 года, № 120 — Синявская, Тамара Ильинична — солистка оперы федерального государственного учреждения «Государственный академический Большой театр России», город Москва
12. 15 февраля 2006 года, № 120 — Федотов, Авангард Алексеевич — профессор федерального государственного образовательного учреждения высшего профессионального образования «Российская академия музыки имени Гнесиных», город Москва
13. 18 февраля 2006 года, № 125 — Белоконь, Александр Владимирович — ректор государственного образовательного учреждения высшего профессионального образования «Ростовский государственный университет»
14. 18 февраля 2006 года, № 126 — Хоркина, Светлана Васильевна — заслуженный мастер спорта, член сборной команды России по спортивной гимнастике, Белгородская область
15. 20 февраля 2006 года, № 142 — Малкин, Алексей Иванович — бригадир гуммировщиков судовых федерального государственного унитарного предприятия "Производственное объединение «Северное машиностроительное предприятие»
16. 23 февраля 2006 года, № 147 — Бабичев, Владимир Степанович — чрезвычайный и полномочный посол Российской Федерации в Республике Казахстан
17. 28 февраля 2006 года, № 172 — Фокин, Валерий Владимирович — директор, художественный руководитель государственного унитарного предприятия «Театрально-культурный центр имени Вс. Мейерхольда», город Москва
18. 9 марта 2006 года, № 193 — Жульев, Юрий Васильевич — художник, секретарь Всероссийской творческой общественной организации «Союз художников России», город Москва
19. 11 марта 2006 года, № 198 — Абдрашитов, Вадим Юсупович — кинорежиссёр-постановщик федерального государственного унитарного предприятия "Киноконцерн «Мосфильм», город Москва
20. 11 марта 2006 года, № 201 — Балдыкин, Валерий Александрович — вице-президент Общероссийской общественной организации инвалидов «Всероссийское общество слепых», город Москва
21. 11 марта 2006 года, № 202 — Бедрицкий, Александр Иванович — руководитель Федеральной службы по гидрометеорологии и мониторингу окружающей среды
22. 13 марта 2006 года, № 204 — Мальцев, Аркадий Анатольевич — помощник президента Российской академии наук, город Москва
23. 23 марта 2006 года, № 239 — Кадышевский, Владимир Георгиевич — академик Российской академии наук, научный руководитель Объединенного института ядерных исследований, Московская область
24. 27 марта 2006 года, № 265 — Миллер, Алексей Борисович — председатель правления открытого акционерного общества «Газпром», город Москва
25. 27 марта 2006 года, № 266 — Чернов, Юрий Львович — скульптор, действительный член Российской академии художеств, город Москва
26. 29 марта 2006 года, № 283 — Ястржембский, Сергей Владимирович — помощник Президента Российской Федерации
27. 30 марта 2006 года, № 289 — Архиепископ Лев (Церпицкий Николай Львович) — архиепископ Новгородский и Старорусский
28. 10 апреля 2006 года, № 347 — Костюк, Валерий Викторович — академик Российской академии наук, главный ученый секретарь президиума Российской академии наук, город Москва
29. 10 апреля 2006 года, № 348 — Митрополит Ювеналий (Поярков Владимир Кириллович) — митрополит Крутицкий и Коломенский, постоянный член Священного синода Русской православной церкви, управляющий Московской епархией
30. 14 апреля 2006 года, № 368 — Ахеджакова, Лия Меджидовна — артистка государственного учреждения культуры города Москвы «Московский театр „Современник“»
31. 14 апреля 2006 года, № 368 — Неёлова, Марина Мстиславовна — артистка государственного учреждения культуры города Москвы «Московский театр „Современник“»
32. 17 апреля 2006 года, № 389 — Жученко, Александр Александрович — вице-президент Российской академии сельскохозяйственных наук, город Москва
33. 17 апреля 2006 года, № 391 — Доровских, Владимир Анатольевич — ректор государственного образовательного учреждения высшего профессионального образования «Амурская государственная медицинская академия»
34. 20 апреля 2006 года, № 380 — Заварзин, Виктор Михайлович — председатель Комитета Государственной думы по обороне
35. 20 апреля 2006 года, № 381 — Косачев, Константин Иосифович — председатель Комитета Государственной думы по международным делам
36. 20 апреля 2006 года, № 381 — Кулик, Геннадий Васильевич — председатель Комитета Государственной думы по аграрным вопросам
37. 20 апреля 2006 года, № 383 — Жириновский, Владимир Вольфович — заместитель Председателя Государственной думы Федерального собрания Российской Федерации
38. 20 апреля 2006 года, № 394 — Грачёв, Владимир Александрович — председатель Комитета Государственной думы по экологии
39. 20 апреля 2006 года, № 404 — Володин, Вячеслав Викторович — заместитель Председателя Государственной думы Федерального собрания Российской Федерации
40. 20 апреля 2006 года, № 410 — Балов, Иван Егорович — председатель колхоза (сельскохозяйственного производственного кооператива) имени Ленина, Старожиловский район Рязанской области
41. 20 апреля 2006 года, № 410 — Седов, Евгений Николаевич — заведующий отделом, заведующий лабораторией государственного научного учреждения «Всероссийский научно-исследовательский институт селекции плодовых культур» Российской академии сельскохозяйственных наук, Орловская область
42. 20 апреля 2006 года, № 411 — Шляхтенко, Александр Васильевич — начальник-генеральный конструктор федерального государственного унитарного предприятия «Центральное морское конструкторское бюро „Алмаз“», город Санкт-Петербург
43. 20 апреля 2006 года, № 412 — Титов, Александр Васильевич — генеральный директор и генеральный конструктор федерального государственного унитарного предприятия «Конструкторское бюро „Мотор“», город Москва
44. 24 апреля 2006 года, № 425 — Тахаутдинов, Шафагат Фахразович — генеральный директор открытого акционерного общества «Татнефть», Республика Татарстан
45. 2 мая 2006 года, № 453 — Чернов, Георгий Александрович, город Москва
46. 9 мая 2006 года, № 465 — Котенков, Александр Алексеевич — полномочный представитель Президента Российской Федерации в Совете Федерации Федерального собрания Российской Федерации
47. 17 мая 2006 года, № 481 — Быков, Анатолий Николаевич — глава муниципального образования город Сухой Лог Свердловской области
48. 17 мая 2006 года, № 486 — Джамбулатов, Магомед Мамаевич — президент, заведующий кафедрой федерального государственного образовательного учреждения высшего профессионального образования «Дагестанская государственная сельскохозяйственная академия»
49. 17 мая 2006 года, № 488 — Гнедовский, Юрий Петрович — президент Общероссийской общественной организации «Союз архитекторов России», город Москва
50. 17 мая 2006 года, № 489 — Соломко, Виктор Васильевич — генеральный директор открытого акционерного общества «Холод», Пятигорск, Ставропольский край
51. 19 мая 2006 года, № 511 — Беглов, Александр Дмитриевич — помощник Президента Российской Федерации, начальник Контрольного управления Президента Российской Федерации
52. 21 мая 2006 года, № 499 — Чайка, Юрий Яковлевич — министр юстиции Российской Федерации
53. 22 мая 2006 года, № 500 — Петухов, Валерий Лаврентьевич — директор научно-исследовательского института ветеринарной генетики и селекции при федеральном государственном образовательном учреждении высшего профессионального образования «Новосибирский государственный аграрный университет»
54. 22 мая 2006 года, № 502 — Юхнин, Владимир Евгеньевич — первый заместитель директора, генеральный конструктор федерального государственного унитарного предприятия «Северное проектно-конструкторское бюро», город Санкт-Петербург
55. 29 мая 2006 года, № 515 — Прилепский, Борис Васильевич — председатель комитета по науке, промышленности, строительству и топливно-энергетическому комплексу Новосибирского областного Совета депутатов
56. 29 мая 2006 года, № 537 — Горшенев, Виктор Степанович — заместитель генерального директора открытого акционерного общества «Зарубежнефть»
57. 29 мая 2006 года, № 537 — Токарев, Николай Петрович — генеральный директор открытого акционерного общества «Зарубежнефть»
58. 29 мая 2006 года, № 539 — Фомина, Инна Владимировна — председатель Арбитражного суда Пензенской области
59. 29 мая 2006 года, № 541 — Державин, Михаил Михайлович — артист государственного учреждения культуры «Московский академический театр сатиры»
60. 29 мая 2006 года, № 541 — Слободкин, Павел Яковлевич — художественный руководитель, директор Московского театрально-концертного центра Павла Слободкина
61. 29 мая 2006 года, № 545 — Сумин, Пётр Иванович — губернатор Челябинской области
62. 1 июня 2006 года, № 553 — Жуков, Александр Дмитриевич — заместитель Председателя Правительства Российской Федерации
63. 3 июня 2006 года, № 554 — Назаренко, Герасим Игоревич — заместитель директора Административного департамента-директор Медицинского центра Центрального банка Российской Федерации, город Москва
64. 3 июня 2006 года, № 555 — Арнольдов, Арнольд Исаевич — руководитель научно-исследовательского центра культурологии федерального государственного образовательного учреждения высшего профессионального образования «Московский государственный университет культуры и искусств», Московская область
65. 12 июня 2006 года, № 579 — Юсуфов, Игорь Ханукович — посол по особым поручениям министерства иностранных дел Российской Федерации
66. 12 июня 2006 года, № 612 — Сакулин, Вячеслав Яковлевич — главный инженер открытого акционерного общества «Боровичский комбинат огнеупоров», Новгородская область
67. 22 июня 2006 года, № 629 — Саввина, Ия Сергеевна — артистка федерального государственного учреждения «Московский Художественный академический театр имени А. П. Чехова»
68. 22 июня 2006 года, № 629 — Стеблов, Евгений Юрьевич — артист государственного учреждения культуры «Государственный академический театр имени Моссовета», город Москва
69. 22 июня 2006 года, № 632 — Романов, Валентин Фёдорович — ректор государственного образовательного учреждения высшего профессионального образования «Магнитогорский государственный университет», Челябинская область
70. 22 июня 2006 года, № 634 — Дзизинский, Александр Александрович — ректор государственного образовательного учреждения дополнительного профессионального образования «Иркутский государственный институт усовершенствования врачей»
71. 3 июля 2006 года, № 680 — Колодяжный, Виктор Викторович — глава города Сочи Краснодарского края
72. 6 июля 2006 года, № 684 — Гуляева, Нина Ивановна — артистка федерального государственного учреждения «Московский Художественный академический театр имени А. П. Чехова»
73. 12 июля 2006 года, № 696 — Бирюков, Пётр Павлович — префект Южного административного округа, город Москва
74. 18 июля 2006 года, № 706 — Бирюков, Бериян Константинович — директор-художественный руководитель государственного учреждения культуры «Воронежский государственный цирк имени А. Л. Дурова»
75. 18 июля 2006 года, № 709 — Логинов, Валерий Николаевич — начальник доменного цеха открытого акционерного общества «Северсталь», Вологодская область
76. 19 июля 2006 года, № 725 — Иванов, Анатолий Романович — заместитель начальника Управления Президента Российской Федерации по кадровым вопросам и государственным наградам
77. 20 июля 2006 года, № 723 — Григорьев, Александр Андреевич — руководитель Федерального агентства по государственным резервам
78. 20 июля 2006 года, № 728 — Митрополит Варнава (Кедров Владимир Викторович) — митрополит Чебоксарский и Чувашский
79. 20 июля 2006 года, № 730 — Гранберг, Александр Григорьевич — председатель государственного научно-исследовательского учреждения «Совет по изучению производственных сил», город Москва
80. 20 июля 2006 года, № 731 — Лиферов, Анатолий Петрович — ректор государственного образовательного учреждения высшего профессионального образования «Рязанский государственный педагогический университет имени С. А. Есенина»
81. 20 июля 2006 года, № 732 — Лёвин, Борис Алексеевич — ректор государственного образовательного учреждения высшего профессионального образования «Московский государственный университет путей сообщения»
82. 20 июля 2006 года, № 734 — Кирилин, Александр Николаевич — генеральный директор федерального государственного унитарного предприятия «Государственный научно-производственный ракетно-космический центр „ЦСКБ-Прогресс“», Самарская область
83. 20 июля 2006 года, № 734 — Мокров, Евгений Алексеевич — генеральный директор-главный конструктор федерального государственного унитарного предприятия «Научно-исследовательский институт физических измерений», Пензенская область
84. 20 июля 2006 года, № 740 — Василенко, Вячеслав Николаевич — заместитель главы администрации (губернатора) Ростовской области, министр сельского хозяйства и продовольствия
85. 20 июля 2006 года, № 741 — Буров, Сергей Александрович — вице-губернатор Ярославской области
86. 20 июля 2006 года, № 743 — Ковальчук, Валентин Михайлович — главный научный сотрудник-консультант Санкт-Петербургского института истории Российской академии наук
87. 25 июля 2006 года, № 758 — Завражнов, Анатолий Иванович — ректор федерального государственного образовательного учреждения высшего профессионального образования «Мичуринский государственный аграрный университет», Тамбовская область
88. 25 июля 2006 года, № 776 — Шаккум, Мартин Люцианович — председатель Комитета Государственной думы по промышленности, строительству и наукоемким технологиям
89. 26 июля 2006 года, № 783 — Муравьёва, Ирина Вадимовна — артистка Государственного академического Малого театра России, город Москва
90. 26 июля 2006 года, № 786 — Пастухов, Владимир Павлович — генеральный директор федерального государственного предприятия «Производственное объединение „Северное машиностроительное предприятие“», Архангельская область
91. 28 июля 2006 года, № 800 — Макарова, Инна Владимировна — артистка федерального государственного учреждения культуры «Государственный театр киноактера», город Москва
92. 28 июля 2006 года, № 801 — Белохвостикова, Наталия Николаевна — артистка кино, город Москва
93. 1 августа 2006 года, № 807 — Пискунов, Александр Александрович — аудитор Счетной палаты Российской Федерации
94. 2 августа 2006 года, № 828 — Герасимов, Евгений Владимирович — депутат Московской городской думы
95. 7 августа 2006 года, № 850 — Пятибрат, Василий Лукич — руководитель государственного унитарного предприятия развития Московского региона, город Москва
96. 9 августа 2006 года, № 882 — Фридляндов, Владимир Николаевич — заместитель министра образования и науки Российской Федерации
97. 10 августа 2006 года, № 895 — Баранов, Александр Александрович — академик Российской академии медицинских наук, директор государственного учреждения «Научный центр здоровья детей» Российской академии медицинских наук, город Москва
98. 21 августа 2006 года, № 905 — Шевченко, Владимир Николаевич — советник Президента Российской Федерации
99. 28 августа 2006 года, № 920 — Христенко, Виктор Борисович — министр промышленности и энергетики Российской Федерации
100. 31 августа 2006 года, № 922 — Нагайцев, Виктор Николаевич — руководитель Секретариата Руководителя Администрации Президента Российской Федерации
101. 31 августа 2006 года, № 933 — Дианов, Евгений Михайлович — академик Российской академии наук, директор Научного центра волоконной оптики при Институте общей физики имени А. М. Прохорова Российской академии наук, город Москва
102. 2 сентября 2006 года, № 962 — Горенштейн, Марк Борисович — художественный руководитель-главный дирижёр федерального государственного учреждения культуры «Государственный академический симфонический оркестр России имени Е. Ф. Светланова», город Москва
103. 2 сентября 2006 года, № 964 — Багаев, Сергей Николаевич — член президиума Российской академии наук, директор Института лазерной физики Сибирского отделения Российской академии наук, Новосибирская область
104. 3 сентября 2006 года, № 965 — Бабятинский, Валерий Константинович — артист Государственного академического Малого театра России, город Москва
105. 3 сентября 2006 года, № 965 — Бочкарёв, Василий Иванович — артист Государственного академического Малого театра России, город Москва
106. 3 сентября 2006 года, № 965 — Марцевич, Эдуард Евгеньевич — артист Государственного академического Малого театра России, город Москва
107. 8 сентября 2006 года, № 979 — Малеев, Валерий Геннадьевич — глава администрации Усть-Ордынского Бурятского автономного округа
108. 8 сентября 2006 года, № 983 — Ильинский, Игорь Михайлович — ректор негосударственного некоммерческого образовательного учреждения «Московский гуманитарный университет»
109. 11 сентября 2006 года, № 988 — Назаров, Валерий Львович — руководитель Федерального агентства по управлению федеральным имуществом
110. 21 сентября 2006 года, № 1037 — Ковальчук, Михаил Валентинович — директор Института кристаллографии имени А. В. Шубникова Российской академии наук, город Москва
111. 22 сентября 2006 года, № 1043 — Сигов, Александр Сергеевич — ректор государственного образовательного учреждения высшего профессионального образования «Московский государственный институт радиотехники, электроники и автоматики (технический университет)»
112. 22 сентября 2006 года, № 1045 — Буянов, Александр Маркович — директор сельскохозяйственного производственного кооператива «Агрофирма „Повадинская“», Домодедовский район Московской области
113. 3 октября 2006 года, № 1060 — Сагалаев, Эдуард Михайлович — президент некоммерческой организации «Национальная ассоциация телерадиовещателей», город Москва
114. 3 октября 2006 года, № 1062 — Липанов, Алексей Матвеевич — академик Российской академии наук, директор Института прикладной механики Удмуртского научного центра Уральского отделения Российской академии наук
115. 3 октября 2006 года, № 1064 — Екимов, Вячеслав Владимирович — заслуженный мастер спорта, город Санкт-Петербург
116. 3 октября 2006 года, № 1064 — Полянская, Елена Николаевна — заслуженный тренер России, город Москва
117. 3 октября 2006 года, № 1065 — Коломцев, Юрий Васильевич — заместитель генерального директора концерна «Росэнергоатом»-директор филиала «Кольская атомная станция», Мурманская область
118. 12 октября 2006 года, № 1115 — Бобровский, Николай Леонидович — заместитель начальника Контрольного управления Президента Российской Федерации
119. 14 октября 2006 года, № 1144 — Чубарьян, Александр Оганович — академик Российской академии наук, директор Института всеобщей истории Российской академии наук, город Москва
120. 16 октября 2006 года, № 1148 — Минаев, Борис Дмитриевич — ректор государственного образовательного учреждения высшего профессионального образования «Ставропольская государственная медицинская академия»
121. 16 октября 2006 года, № 1148 — Хубутия, Могели Шалвович — директор Научно-исследовательского института скорой помощи имени Н. В. Склифосовского, город Москва
122. 18 октября 2006 года, № 1157 — Никандров, Николай Дмитриевич — президент государственного учреждения «Российская академия образования», город Москва
123. 18 октября 2006 года, № 1160 — Артамонов, Анатолий Дмитриевич — губернатор Калужской области
124. 18 октября 2006 года, № 1162 — Захаров, Владимир Михайлович — художественный руководитель государственного учреждения культуры города Москвы «Московский государственный академический театр танца „Гжель“»
125. 21 октября 2006 года, № 1177 — Захаревич, Владислав Георгиевич — ректор государственного образовательного учреждения высшего профессионального образования «Таганрогский государственный радиотехнический университет», Ростовская область
126. 21 октября 2006 года, № 1178 — Магометов, Ахурбек Алиханович — ректор государственного образовательного учреждения высшего профессионального образования «Северо-Осетинский государственный университет имени К. Л. Хетагурова», Республика Северная Осетия — Алания
127. 21 октября 2006 года, № 1179 — Раз, Марк Львович — заведующий кафедрой государственного образовательного учреждения высшего профессионального образования «Государственный университет управления», город Москва
128. 21 октября 2006 года, № 1182 — Волков, Сергей Николаевич — ректор федерального государственного образовательного учреждения высшего профессионального образования «Государственный университет по землеустройству», город Москва
129. 28 октября 2006 года, № 1197 — Костин, Андрей Леонидович — президент-председатель правления Банка внешней торговли (открытого акционерного общества)
130. 9 ноября 2006 года, № 1257 — Сажинов, Павел Александрович — председатель Мурманской областной думы
131. 11 ноября 2006 года, № 1265 — Катренко, Владимир Семёнович — заместитель Председателя Государственной думы Федерального собрания Российской Федерации
132. 13 ноября 2006 года, № 1273 — Фёдоров, Владимир Александрович — представитель в Совете Федерации Федерального собрания Российской Федерации от Законодательного собрания Республики Карелия
133. 13 ноября 2006 года, № 1274 — Торлопов, Владимир Александрович — Глава Республики Коми
134. 13 ноября 2006 года, № 1275 — Сырникова, Бэла Алихановна — директор реабилитационного центра для инвалидов департамента социальной защиты населения города Москвы
135. 13 ноября 2006 года, № 1276 — Оноприев, Владимир Иванович — директор федерального государственного учреждения «Российский центр функциональной хирургической гастроэнтерологии», Краснодарский край
136. 13 ноября 2006 года, № 1279 — Краюхин, Герольд Александрович — заведующий кафедрой экономики и менеджмента в машиностроении государственного образовательного учреждения высшего профессионального образования «Санкт-Петербургский государственный инженерно-экономический университет»
137. 16 ноября 2006 года, № 1294 — Кисляк, Сергей Иванович — заместитель министра иностранных дел Российской Федерации
138. 21 ноября 2006 года, № 1298 — Масляков, Александр Васильевич — президент закрытого акционерного общества «ТТО АМиК», город Москва
139. 23 ноября 2006 года, № 1308 — Сорокин, Георгий Васильевич — артист Московского концертного филармонического объединения государственного учреждения «Московское государственное концертрое объединение „Москонцерт“»
140. 25 ноября 2006 года, № 1313 — Панкова, Татьяна Петровна — артистка федерального государственного учреждения «Государственный академический Малый театр России», город Москва
141. 27 ноября 2006 года, № 1312 — Некипелов, Александр Дмитриевич — академик, вице-президент Российской академии наук
142. 27 ноября 2006 года, № 1315 — Добродеев, Олег Борисович — генеральный директор федерального государственного унитарного предприятия «Всероссийская государственная телевизионная и радиовещательная компания», город Москва
143. 27 ноября 2006 года, № 1315 — Кривошеев, Марк Иосифович — главный научный сотрудник федерального государственного унитарного предприятия «Научно-исследовательский институт радио», город Москва
144. 27 ноября 2006 года, № 1315 — Лысенко, Анатолий Григорьевич — советник Главного секретариата федерального государственного унитарного предприятия «Всероссийская государственная телевизионная и радиовещательная компания», Москва
145. 27 ноября 2006 года, № 1316 — Вульф, Виталий Яковлевич — ведущий программы «Мой Серебряный шар» федерального государственного унитарного предприятия "Государственная телевизионная компания «Телеканал „Россия“»
146. 27 ноября 2006 года, № 1316 — Кириллов, Игорь Леонидович — диктор отдела телевизионного производства Дирекции оформления эфира открытого акционерного общества «Первый канал»
147. 27 ноября 2006 года, № 1316 — Познер, Владимир Владимирович — ведущий авторской программы «Времена» открытого акционерного общества «Первый канал»
148. 27 ноября 2006 года, № 1316 — Радзинский, Эдвард Станиславович — ведущий авторских программ открытого акционерного общества «Первый канал»
149. 27 ноября 2006 года, № 1316 — Эрнст, Константин Львович — генеральный директор открытого акционерного общества «Первый канал»
150. 27 ноября 2006 года, № 1318 — Лесин, Михаил Юрьевич — советник Президента Российской Федерации
151. 8 декабря 2006 года, № 1374 — Никитин, Александр Александрович — генеральный директор закрытого акционерного общества «Московская ордена Трудового Красного Знамени обувная фабрика „Парижская коммуна“»
152. 8 декабря 2006 года, № 1376 — Иванюк, Александр Григорьевич — генеральный директор федерального государственного унитарного предприятия «Московский завод по обработке специальных сплавов»
153. 8 декабря 2006 года, № 1377 — Вахмистров, Александр Иванович — вице-губернатор Санкт-Петербурга
154. 9 декабря 2006 года, № 1381 — Флярковский, Александр Георгиевич — композитор, город Москва
155. 15 декабря 2006 года, № 1409 — Авдюшин, Сергей Иванович — директор государственного учреждения «Институт прикладной геофизики имени академика Е. К. Федорова» Федеральной службы по гидрометеорологии и мониторингу окружающей среды, город Москва
156. 28 декабря 2006 года, № 1468 — генерал-полковник Колмаков, Александр Петрович — командующий Воздушно-десантными войсками Российской Федерации
157. 28 декабря 2006 года, № 1469 — Данилевич, Януш Брониславович — главный научный сотрудник Института химии силикатов имени И. В. Гребенщикова Российской академии наук, город Санкт-Петербург
158. 28 декабря 2006 года, № 1471 — Ермолаев, Юрий Михайлович — главный режиссёр творческой мастерской по дрессуре Центральной студии циркового искусства федерального государственного унитарного предприятия «Российская государственная цирковая компания», город Москва
159. 28 декабря 2006 года, № 1471 — Саутов, Иван Петрович — директор федерального государственного учреждения культуры «Государственный художественно-архитектурный дворцово-парковый музей-заповедник „Царское Село“», город Санкт-Петербург
160. 31 декабря 2006 года, № 1495 — Турсунов, Ризо Шарипович — вице-лрезидент открытого акционерного общества «Нефтяная компания „Роснефть“», город Москва